# Міст Аньцзи
37°43′13″ пн. ш. 114°45′48″ сх. д. / 37.72016667° пн. ш. 114.76325° сх. д.
Міст Аньцзи (кит.: 安 濟 橋, «міст безпечної переправи»; також відомий як Великий Кам'яний міст) — найдавніший міст, що зберігся в Китаї. Арковий. Побудований приблизно в 605 за часів династії Суй в північній частині провінції Хебей, в 40 кілометрах на південний схід від Шицзячжуана. Дійшов до нашого часу в первинному вигляді (за винятком декоративних поручнів, що змінювалися кілька разів).

## Загальні відомості
Створення цієї однопролітної споруди приписується талановитому інженеру Лі Чуню. Довжина споруди — 50 метрів, прольоту — 37 метрів, ширина — 9 метрів, висота — 7,3 метри.
Уже в давнину міст вважався дивом інженерної техніки, про що свідчать пам'ятні написи, залишені на мосту чиновниками династії Тан близько 675. Це найдавніший в світі міст з відкритими перемичками. Введення бічних арок дозволило значно зменшити вагу споруди, зробити його стійкішим до частих повеней, а також заощадити на матеріалах. В Європі ця техніка будівництва стала відома не раніше XIV століття.
Міст багато чого побачив на своєму віку: вісім озброєних смут, десять руйнівних повеней і багато землетрусів, останнє з яких було силою в 7,2 бали. Письменники династії Мін порівнювали його з «висхідним над хмарами молодиком» і «довгою веселкою над гірським водоспадом».
Китайський уряд наполягає на включенні цього об'єкта в число пам'ятників Всесвітньої спадщини.